# Minerva-Klasse (1986)
Die Minerva-Klasse war eine Klasse von acht Korvetten der italienischen Marine, die zwischen 1987 und 2019 in Dienst stand.

## Geschichte
Als Ersatz für acht ältere Korvetten der Albatros- und De-Cristofaro-Klasse bestellte die italienische Marine im September 1982 eine erste Serie von vier Einheiten der Klasse, im Januar 1987 dann vier weitere. Eine dritte, wiederum aus vier Einheiten bestehende Serie war geplant, man verzichtete aber schließlich darauf, weil dafür vier leichte, ursprünglich für den Irak bestimmte Fregatten der Artigliere-Klasse übernommen wurden. Die zwischen 1985 und 1991 bei Fincantieri in Genua (Riva Trigoso) und La Spezia (Muggiano) gebauten Schiffe, trugen die Namen antiker Gottheiten und mythologischer Figuren und standen damit in der Nachfolge der gleichnamigen Korvetten der früheren Gabbiano-Klasse.
Bei den rund 1200 Tonnen verdrängenden Korvetten legte man Wert auf relativ geringen Beschaffungs-, Unterhalts- und Wartungsaufwand. Dank begrenzter Aufbauten ergab sich eine geringe Radarsignatur und an Deck Platz für die Installation von zusätzlichen Bordwaffen oder anderen Geräten. Andererseits war kein Helipad vorgesehen. Neben typischen U-Jagd-Fähigkeiten und dem üblichen 76-mm-Geschütz erhielten die Korvetten ein Albatros-Flugabwehrsystem. Der Einbau von Raketenstartern für Seezielflugkörper vom Typ Otomat/Teseo wurde vorgesehen, erfolgte jedoch nie (fitted for, but not with). Wegen vergangener Erfahrungen mit libyschen Kampfflugzeugen legte die Marine den Schwerpunkt eher auf die Flugabwehr. Die Korvetten sollten vom sizilianischen Marinestützpunkt Augusta aus vorwiegend in der Straße von Sizilien eingesetzt werden. Eine der Hauptaufgaben war die Überwachung der Ausschließlichen Wirtschaftszone und insbesondere der Fischereischutz.
Bereits kurz nach der Indienststellung der Korvetten kamen die Migrationskontrolle und die Seenotrettung als zusätzliche Aufgaben hinzu, erst in der Adria wegen des Flüchtlingsstroms aus Albanien, später dann im zentralen Mittelmeer. In der Adria wurden die Korvetten auch wegen der Kriege im ehemaligen Jugoslawien eingesetzt, später operierten sie manchmal auch im Rahmen von Hochseeverbänden, unter anderem im Persischen Golf. Von der in Augusta angesiedelten Scuola di comando navale, die für die Ausbildung von angehenden Schiffskommandanten zuständig ist, wurden die Korvetten auch zu Ausbildungszwecken eingesetzt. Nach der Neuordnung der Flotte im Jahr 1999 bildeten die acht Korvetten das Korvettengeschwader in Augusta, das mit zwei Patrouillengeschwadern dem dortigen Kommando der Patrouillenkräfte (COMFORPAT) unterstellt wurde.
2013 wurden zwei Einheiten der Klasse der Reserve zugeteilt und 2015 außer Dienst gestellt. Bis September 2019 folgte die Ausmusterung der übrigen Korvetten. Vier Einheiten wurden nach einer Grundüberholung bei Fincantieri an die Küstenwache Bangladeschs verkauft.

## Einheiten
Italien
| Kennung  | Name     | Bauwerft                  | Bestellung     | Kiellegung    | Stapellauf         | Indienststellung | Außerdienststellung | Bemerkungen                              |
| 1. Serie | 1. Serie | 1. Serie                  | 1. Serie       | 1. Serie      | 1. Serie           | 1. Serie         | 1. Serie            | 1. Serie                                 |
| -------- | -------- | ------------------------- | -------------- | ------------- | ------------------ | ---------------- | ------------------- | ---------------------------------------- |
| F551     | Minerva  | Fincantieri, Riva Trigoso | September 1982 | 11. März 1985 | 25. März 1986      | 10. Juni 1987    | 14. Mai 2015        | An Bangladesch verkauft, als Syed Nazrul |
| F552     | Urania   | Fincantieri, Riva Trigoso | September 1982 | 11. März 1985 | 21. Juni 1986      | 10. Juni 1987    | 10. März 2016       | An Bangladesch verkauft, als Mansoor Ali |
| F553     | Danaide  | Fincantieri, Muggiano     | September 1982 | 26. Mai 1985  | 10. Oktober 1986   | 13. Februar 1988 | 10. März 2016       | An Bangladesch verkauft, als Kamruzzaman |
| F554     | Sfinge   | Fincantieri, Muggiano     | September 1982 | 26. Mai 1985  | 16. Mai 1987       | 13. Februar 1988 | 29. Mai 2017        |                                          |
| 2. Serie |          |                           |                |               |                    |                  |                     |                                          |
| F555     | Driade   | Fincantieri, Riva Trigoso | Januar 1987    | 5. März 1987  | 15. Januar 1989    | 4. Dezember 1990 | 25. September 2019  |                                          |
| F556     | Chimera  | Fincantieri, Muggiano     | Januar 1987    | 5. März 1987  | 9. September 1989  | 4. Dezember 1990 | 25. September 2019  |                                          |
| F557     | Fenice   | Fincantieri, Muggiano     | Januar 1987    | 5. März 1987  | 7. April 1990      | 15. Januar 1991  | 29. Mai 2017        |                                          |
| F558     | Sibilla  | Fincantieri, Riva Trigoso | Januar 1987    | 5. März 1987  | 15. September 1990 | 16. Mai 1991     | 14. Mai 2015        | An Bangladesch verkauft, als Tajuddin    |

 Bangladesch
| Kennung | Name            | Indienststellung | Außerdienststellung | Bemerkungen |
| ------- | --------------- | ---------------- | ------------------- | ----------- |
| PL 71   | CGS Syed Nazrul | 6. Juni 2016     |                     |             |
| PL 72   | CGS Tajuddin    | 3. August 2016   |                     |             |
| PL 73   | CGS Mansoor Ali | Juni 2017        |                     |             |
| PL 74   | CGS Kamruzzaman | Juni 2017        |                     |             |